# Maksym Strikha
 (mai 2025).
Maksym Vitaliyovych Strikha (en ukrainien : Максим Віталійович Стріха ; né le 24 juin 1961) est un physicien, écrivain, traducteur, publiciste mais également une personnalité publique ukrainien, en français : une personnalité publique ukrainienNE. Il a été vice-ministre de l’Éducation et des Sciences de 2008 à 2010 et de 2014 à 2019. Il a également été président de la Société ukrainienne de physique, membre de PEN Ukraine et de l'Union nationale des écrivains d'Ukraine (NSPU).

## Biographie

### Jeunesse et éducation
Strikha est né le 24 juin 1961 à Kiev dans une famille de scientifiques. Ses parents étaient Vitalii Strikha (uk) et Gula Maksymivna (uk) . Il a reçu sa première éducation à l'école secondaire no 58 à Kiev. En 1983, il est diplômé de la Faculté de radiophysique, d'électronique et de systèmes informatiques ainsi que de l'Université de Kiev (KNU). Il a ensuite poursuivi des études de 3e cycle à l'Institut Ioffe et a terminé ses études de doctorat à l'Institut Lashkarev de physique des semi-conducteurs de l'Académie nationale des sciences d'Ukraine.  

### Carrière
Strikha travaille à l'Institut de physique des semi-conducteurs VE Lashkarev de l'Académie nationale des sciences d'Ukraine depuis 1983, où il a développé une théorie cohérente des processus photoniques et de recombinaison dans les semi-conducteurs réels affectés par des défauts, des déformations et des inhomogénéités de composition. Au-delà de sa carrière scientifique, il est actif dans la sphère politique et publique depuis la fin des années 1980. Il a contribué à la fondation de la Société de la langue ukrainienne et du Mouvement populaire d'Ukraine (NRU) en 1988-1989. Il a également été membre du comité d'audit original de la Société de langue ukrainienne Taras Shevchenko, élu en 1989, et a été député de la première convocation démocratique du conseil municipal de Kiev de 1990 à 1994,.
Strikha a ensuite été conseiller d'Ivan Dziuba, alors ministre de la Culture, et en 1994, il est devenu membre du NSPU, agissant plus tard comme coordinateur de sa branche de Kiev. De 1995 à 2008, il a également dirigé le laboratoire de problèmes méthodologiques de politique culturelle au Centre ukrainien de recherche culturelle,. En 1997, il rejoint PEN Ukraine et obtient le 1er janvier de la même année le diplôme de docteur en sciences physiques et mathématiques, spécialisé dans la physique des semi-conducteurs et des diélectriques. En 1999, il a commencé à diriger des programmes scientifiques à l'Institut de politique ouverte.  
De 2005 à 2010, Strikha a été chef adjoint du Parti républicain ukrainien (URP) Le 9 janvier 2007, il a commenté le conflit énergétique entre la Russie et la Biélorussie, suggérant que la crise pourrait pousser la Biélorussie à se rapprocher de l’Ukraine. Il a suggéré que cela pourrait relancer l'idée de l'« Union Mezhmorye » comme alternative à la Biélorussie devenant une région subordonnée à la Russie. Début février 2008, Strikha a été nommé vice-ministre de l'Éducation et des Sciences de l'Ukraine. Plus tard cette année-là, il devient également professeur au département d'électronique physique de la KNU.

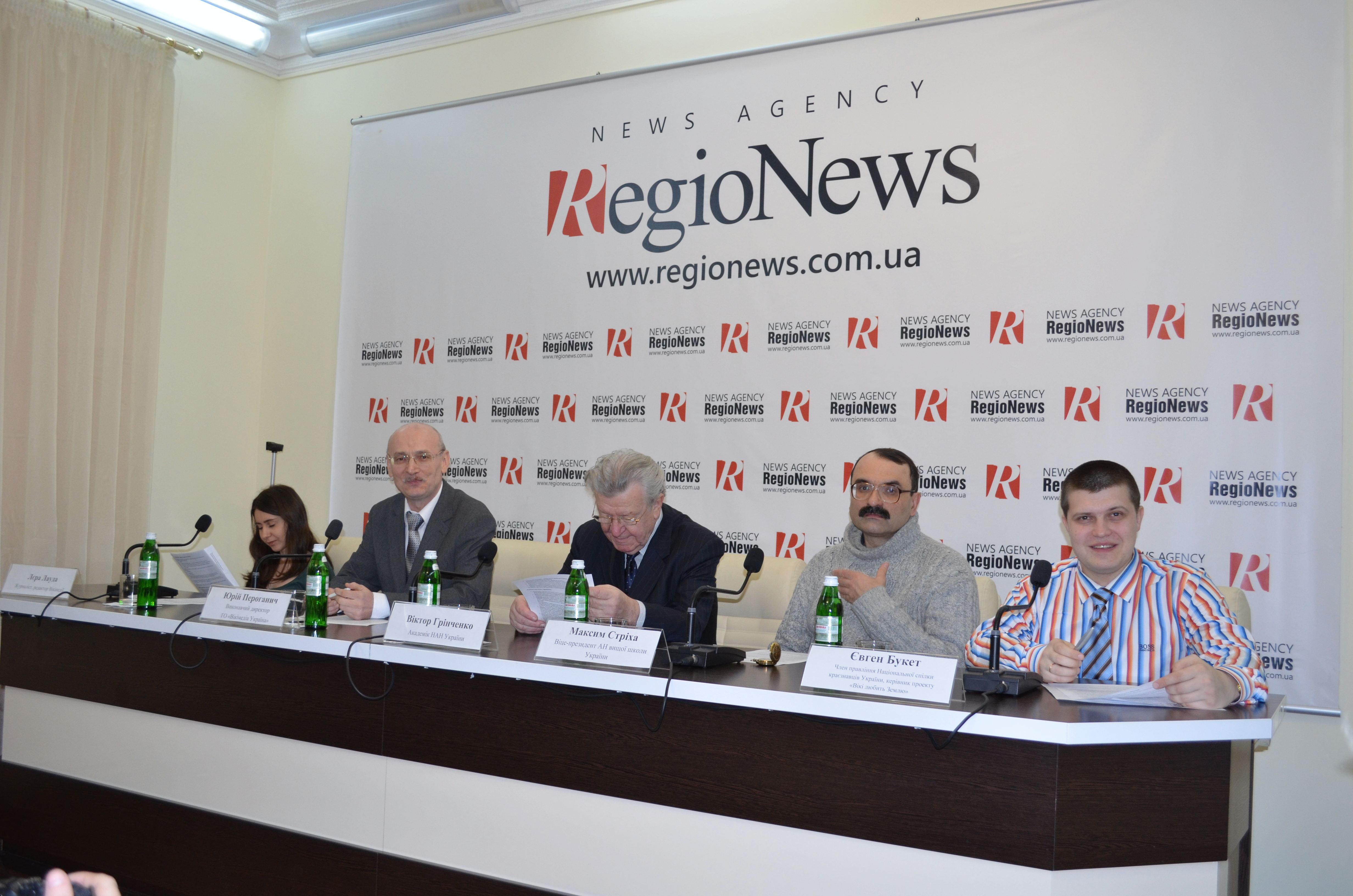
Strikha (assise deuxième à partir de la droite) lors de la conférence marquant les neuf ans de Wikipédia ukrainien en 2017

Du 1er janvier 2010 au 1er janvier 2014, Strikha a été chercheur principal au département de physique théorique. Entre 2010 et 2021, il a occupé le poste de premier vice-président de l'Académie des sciences de l'enseignement supérieur d'Ukraine. Auparavant, de 2005 à 2007, il a été chercheur principal à l'Institut de recherche encyclopédique de l'Académie nationale des sciences d'Ukraine à temps partiel, ainsi que chef du département de traduction à l'Université métropolitaine de Kiev Borys Grinchenko de 2010 à 2012, devenant ensuite professeur à temps partiel de 2012 à 2014. De 2013 à 2016, il a été président de la Société ukrainienne de physique. Il a dirigé le groupe de travail chargé de rédiger la loi ukrainienne « sur l'activité scientifique et scientifique et technique » en 2015 et, la même année, est devenu membre à part entière de la Société scientifique Shevchenko Entre 2015 et 2019, il a coprésidé la Commission nationale d'orthographe, dont les travaux ont abouti à l'approbation d'une nouvelle édition de l'orthographe ukrainienne.

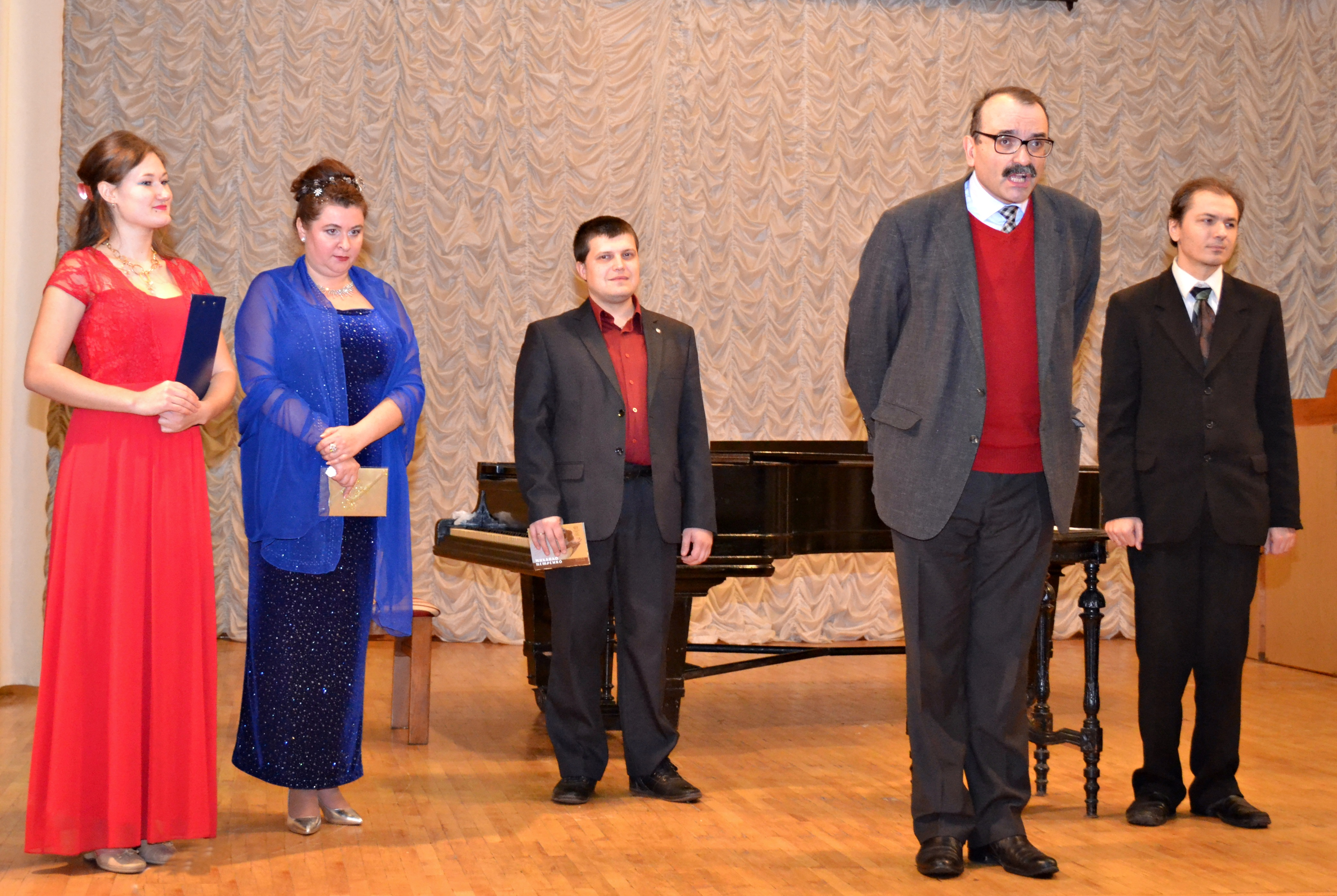
Strikha (debout deuxième à partir de la droite) au concours World Classic en Ukraine 2017

Le 1er janvier 2018, Strikha a reçu le titre académique de professeur. Plus tard cette année-là, le 23 août, il annonça que de nouvelles réglementations linguistiques seraient introduites dans le but de restaurer l'orthographe ukrainienne à sa forme d'avant 1919, avant que les politiques de « russification » de l'ère soviétique n'entrent en vigueur. Il a fait valoir que ces changements amélioreraient la qualité de la langue et refléteraient mieux les traditions ukrainiennes. Les réformes, qui visaient à inverser les pratiques soviétiques de translittération, devaient être mises en œuvre dans les écoles et les médias. Cette initiative, qui s'inscrit dans un effort plus large visant à renforcer l'identité linguistique ukrainienne, a suscité des critiques de la part des commentateurs à Moscou. La même année, il rejoint d'autres personnalités importantes pour signer un appel au boycott politique de la Coupe du monde de la FIFA 2018 en Russie, condamnant la persécution des prisonniers politiques ukrainiens, dont le réalisateur Oleh Sentsov, qui avait lancé une grève de la faim pour exiger leur libération. 
En février 2019, Strikha et Ivan Malkovych ont démissionné de PEN Ukraine pour protester contre une déclaration unilatérale faite par sa nouvelle direction. La déclaration soutenait un étudiant de l'Académie nationale des arts visuels et de l'architecture qui s'était moqué d'un instructeur vétéran de l'Opération antiterroriste (ATO), provoquant l'indignation de certains membres,. Plus tard cette année-là, le 17 octobre, Strikha avait écrit une autre lettre ouverte à Maksym Tymoshenko, critiquant la décision de l'Académie nationale ukrainienne de musique Tchaïkovski d'interdire les représentations en langue ukrainienne au profit de productions uniquement en langue originale. Le 25 novembre, Strikha a rejoint un groupe d'éminents scientifiques, écrivains, linguistes et personnalités culturelles ukrainiens pour envoyer une lettre ouverte au ministre de la Culture, de la Jeunesse et des Sports Volodymyr Borodiansky. La lettre exprimait une vive inquiétude face à la marginalisation croissante de la langue ukrainienne dans les opéras nationaux et dans l’enseignement musical. 

### Carrière en alphabétisation
Strikha est activement impliquée dans la traduction littéraire depuis le début des années 1980. Ses contributions comprennent deux monographies littéraires, un recueil de poèmes intitulé Sonnets et Octaves (1991) et de nombreux essais sur la littérature et la critique littéraire. Il a développé et défendu le concept du rôle de construction nationale de la traduction de la littérature ukrainienne dans le domaine des études de traduction.
La traduction par Strikha des Contes de Canterbury de Geoffrey Chaucer en ukrainien lui a valu le prestigieux prix Hryhorii Kochur. Cette reconnaissance a souligné la profondeur et la qualité de son travail, qui a su capturer les nuances, l’humour et le contexte historique de l’original de Chaucer. Strikha, qui a étudié auprès de Hryhorii Kochur et a entretenu une relation étroite avec lui pendant la dernière décennie de la vie de Kochur, a souvent exprimé sa gratitude pour la profonde influence que son mentor a eu sur lui. Il a souvent fait l’éloge de Kochur, ainsi que d’autres traducteurs ukrainiens de premier plan, pour leur rôle essentiel dans la formation de l’identité nationale à travers la littérature et la préservation de leur héritage intellectuel. Auparavant, Strikha a reçu le prix Maksym Rylsky pour sa traduction de la Divine Comédie de Dante Alighieri et est l'auteur de la monographie Ukrainian Translation and Translators: Between Literature and Nation-Building. 
En plus de ces œuvres, Strikha a traduit des pièces remarquables telles que Le Mensonge de Martin, le livret de l'opéra de Gian Carlo Menotti (2018), Francesca da Rimini, le livret de l'opéra de Sergei Rachmaninoff (2019), et Sophronia sur le feu (de Jérusalem délivrée ), qui est devenu la base du livret de l'opéra d'Oksana Yevsyukova (2023),.

### Vie personnelle
Strikha est marié à Natalia Starchenko (uk), chercheur principal à l'Institut d'histoire de l'Ukraine. Ils ont une fille, Iaroslava Strikha (uk), qui est traducteur, critique littéraire et docteur en philosophie à l'Université Harvard. Il est multilingue (en français : polyglotte), parlant anglais, italien, polonais, russe et français.

## Récompenses
Il a reçu les prix et distinctions suivants, :
- Lauro Dantesco (2013)
- Prix Maksym Rylsky (2015)
- Officier de l'Ordre des Palmes Académiques (2019)
- Prix Hryhorii Kochur (2021)[13]
- Ordre du Mérite de la République italienne (2023)
- Prix SI Pekar (2024)